# ریو اون هی
ریو اون هی (کره‌ای: 류은희؛ زادهٔ ۲۴ فوریهٔ ۱۹۹۰) بازیکن هندبال اهل کره جنوبی است.